# Kalkuta
Kalkuta (bengalsko কলকাতা; IPA: ['kolkat̪a], tudi Kolkata) je velemesto v vzhodni Indiji, prestolnica zvezne države Zahodna Bengalija. Ožje mestno območje ima skoraj 8 milijonov prebivalcev, mestna aglomeracija pa se hitro širi in je do leta 2006 merila okrog 1750 km² ter štela preko 15 milijonov prebivalcev. Ime se največkrat nanaša na širše mestno območje, s čimer je Kalkuta tretje največje mesto v Indiji (za Mumbajem in Delhijem) in 14. največje na svetu.
Leži v delti reke Ganges, natančneje na bregu njenega pritoka, reke Hooghly, vzdolž katere se širi v smeri sever-jug. Velik del površine predstavljajo izsušena mokrišča, ki so jih v preteklih desetletjih pozidali da so ustvarili prostor za naraščajoče število prebivalcev. Mesto je znano po mnogih mostovih, ki ga preko reke Hooghly povezujejo s sosednjim mestom Howrah.
V času britanske vladavine do leta 1911 je mesto služilo kot prestolnica Indije.

## Mednarodne povezave
Kalkuta ima uradne povezave (pobratena/sestrska mesta oz. mesta dvojčki) z naslednjimi kraji po svetu:
- Daka, Bangladeš
- Kunming, Ljudska republika Kitajska (oktober 2013)
- Solun, Grčija (21. januar 2005)
- Neapelj, Italija
- Karači, Pakistan
- Inčeon, Južna Koreja
- Odesa, Ukrajina
- Jersey City, ZDA
- Long Beach, ZDA
- Dallas, ZDA

| Podnebni podatki za Kalkuta (Alipore) 1971–1990                         | Podnebni podatki za Kalkuta (Alipore) 1971–1990 | Podnebni podatki za Kalkuta (Alipore) 1971–1990 | Podnebni podatki za Kalkuta (Alipore) 1971–1990 | Podnebni podatki za Kalkuta (Alipore) 1971–1990 | Podnebni podatki za Kalkuta (Alipore) 1971–1990 | Podnebni podatki za Kalkuta (Alipore) 1971–1990 | Podnebni podatki za Kalkuta (Alipore) 1971–1990 | Podnebni podatki za Kalkuta (Alipore) 1971–1990 | Podnebni podatki za Kalkuta (Alipore) 1971–1990 | Podnebni podatki za Kalkuta (Alipore) 1971–1990 | Podnebni podatki za Kalkuta (Alipore) 1971–1990 | Podnebni podatki za Kalkuta (Alipore) 1971–1990 | Podnebni podatki za Kalkuta (Alipore) 1971–1990 |
| Mesec                                                                   | Jan                                             | Feb                                             | Mar                                             | Apr                                             | Maj                                             | Jun                                             | Jul                                             | Avg                                             | Sep                                             | Okt                                             | Nov                                             | Dec                                             | Letno                                           |
| ----------------------------------------------------------------------- | ----------------------------------------------- | ----------------------------------------------- | ----------------------------------------------- | ----------------------------------------------- | ----------------------------------------------- | ----------------------------------------------- | ----------------------------------------------- | ----------------------------------------------- | ----------------------------------------------- | ----------------------------------------------- | ----------------------------------------------- | ----------------------------------------------- | ----------------------------------------------- |
| Rekordno visoka temperatura °C                                          | 32.8                                            | 38.4                                            | 41.1                                            | 43.3                                            | 43.7                                            | 43.9                                            | 39.9                                            | 38.4                                            | 38.9                                            | 39.0                                            | 34.9                                            | 32.5                                            | 43.9                                            |
| Povprečna visoka temperatura °C                                         | 26.4                                            | 29.1                                            | 33.5                                            | 35.3                                            | 35.4                                            | 34.0                                            | 32.3                                            | 32.1                                            | 32.4                                            | 32.3                                            | 30.3                                            | 27.0                                            | 31.7                                            |
| Povprečna dnevna temperatura °C                                         | 20.1                                            | 23.0                                            | 27.6                                            | 30.2                                            | 30.7                                            | 30.3                                            | 29.2                                            | 29.1                                            | 29.1                                            | 28.2                                            | 24.9                                            | 20.8                                            | 26.9                                            |
| Povprečna nizka temperatura °C                                          | 13.8                                            | 16.9                                            | 21.7                                            | 25.1                                            | 26.0                                            | 26.5                                            | 26.1                                            | 26.1                                            | 25.8                                            | 23.9                                            | 19.6                                            | 14.5                                            | 22.2                                            |
| Rekordno nizka temperatura °C                                           | 6.7                                             | 7.2                                             | 10.0                                            | 16.1                                            | 17.9                                            | 20.4                                            | 20.6                                            | 22.6                                            | 20.6                                            | 17.2                                            | 10.6                                            | 7.2                                             | 6.7                                             |
| Povprečna količina dežja mm                                             | 11                                              | 30                                              | 35                                              | 60                                              | 142                                             | 288                                             | 411                                             | 349                                             | 288                                             | 143                                             | 26                                              | 17                                              | 1.800                                           |
| Povp. št. deževnih dni (≥ 1.0 mm)                                       | 1.2                                             | 2.2                                             | 3.0                                             | 4.8                                             | 8.7                                             | 14.7                                            | 20.5                                            | 20.2                                            | 15.7                                            | 8.1                                             | 1.5                                             | 0.9                                             | 101.5                                           |
| Povprečna relativna vlažnost (%)                                        | 66                                              | 58                                              | 58                                              | 66                                              | 70                                              | 77                                              | 83                                              | 83                                              | 81                                              | 73                                              | 67                                              | 68                                              | 71                                              |
| Povp. št. sončnih ur                                                    | 203.9                                           | 201.2                                           | 225.8                                           | 235.4                                           | 227.1                                           | 123.1                                           | 93.1                                            | 104.9                                           | 116.2                                           | 182.6                                           | 190.8                                           | 203.4                                           | 2.107,5                                         |
| Vir 1: NOAA                                                             |                                                 |                                                 |                                                 |                                                 |                                                 |                                                 |                                                 |                                                 |                                                 |                                                 |                                                 |                                                 |                                                 |
| Vir 2: India Meteorological Department (record high and low up to 2010) |                                                 |                                                 |                                                 |                                                 |                                                 |                                                 |                                                 |                                                 |                                                 |                                                 |                                                 |                                                 |                                                 |